# فردیناندو گاندولفی
فردیناندو گاندولفی (ایتالیایی: Ferdinando Gandolfi؛ زادهٔ ۵ ژانویهٔ ۱۹۶۷) بازیکن واترپلو اهل ایتالیا است.